# Palazzo San Macuto

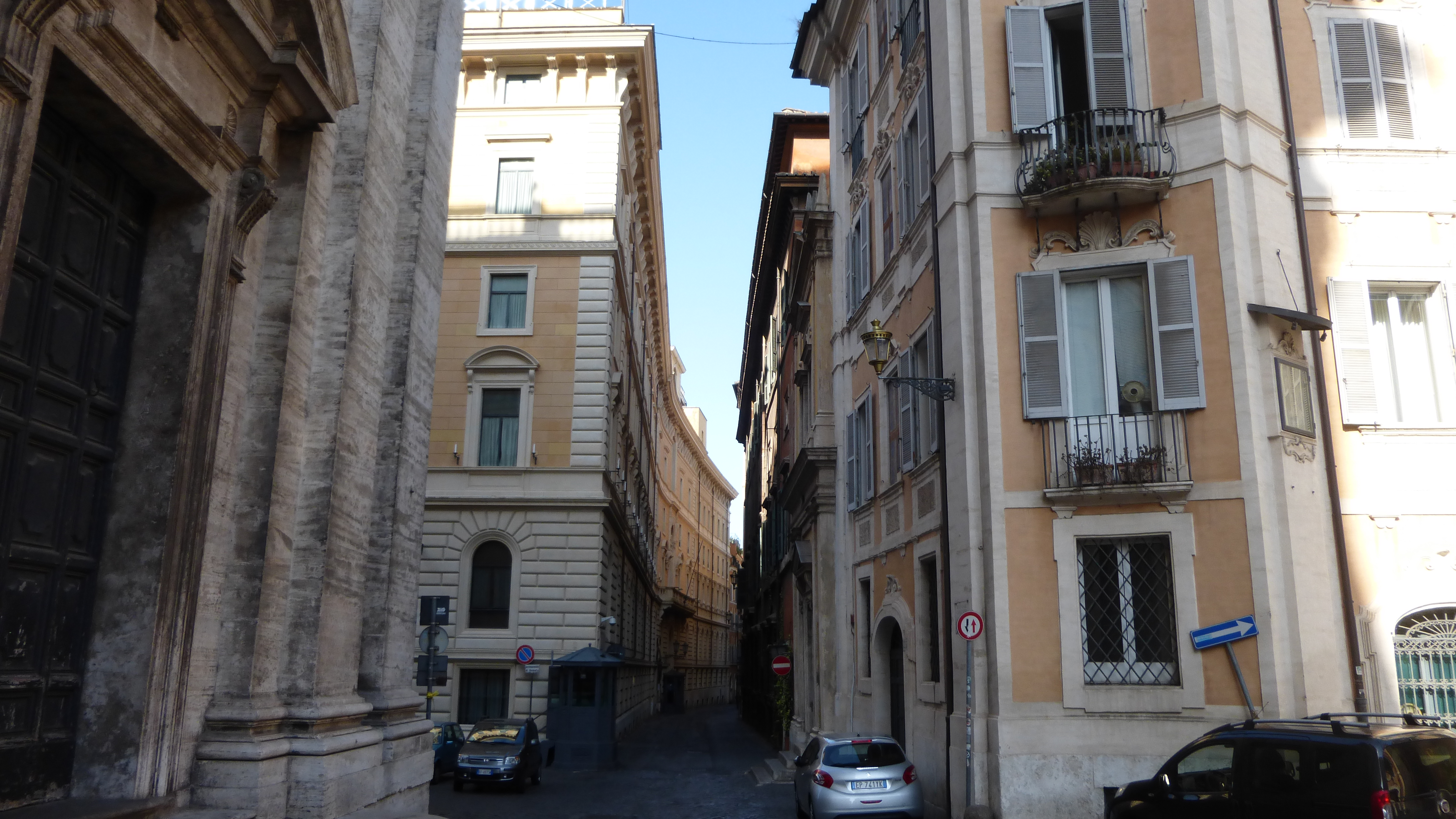
Fachada curva do palácio na Via del Seminario

Palazzo San Macuto ou Palazzo di San Macuto é um palácio localizado na esquina da Piazza San Macuto e a Via del Seminario, no rione Pigna de Roma, perto da igreja de San Macuto. Todo o complexo compreendido entre a Piazza della Minerva, Via della Minerva, Via del Seminario, Piazza di S.Macuto e Via di Sant'Ignazio era a sede de um grande mosteiro dominicano conhecido como Monastero Dominicano della Minerva, construído no local onde ficavam antigamente o Templo de Minerva e o Templo de Ísis e Serápis.

## História

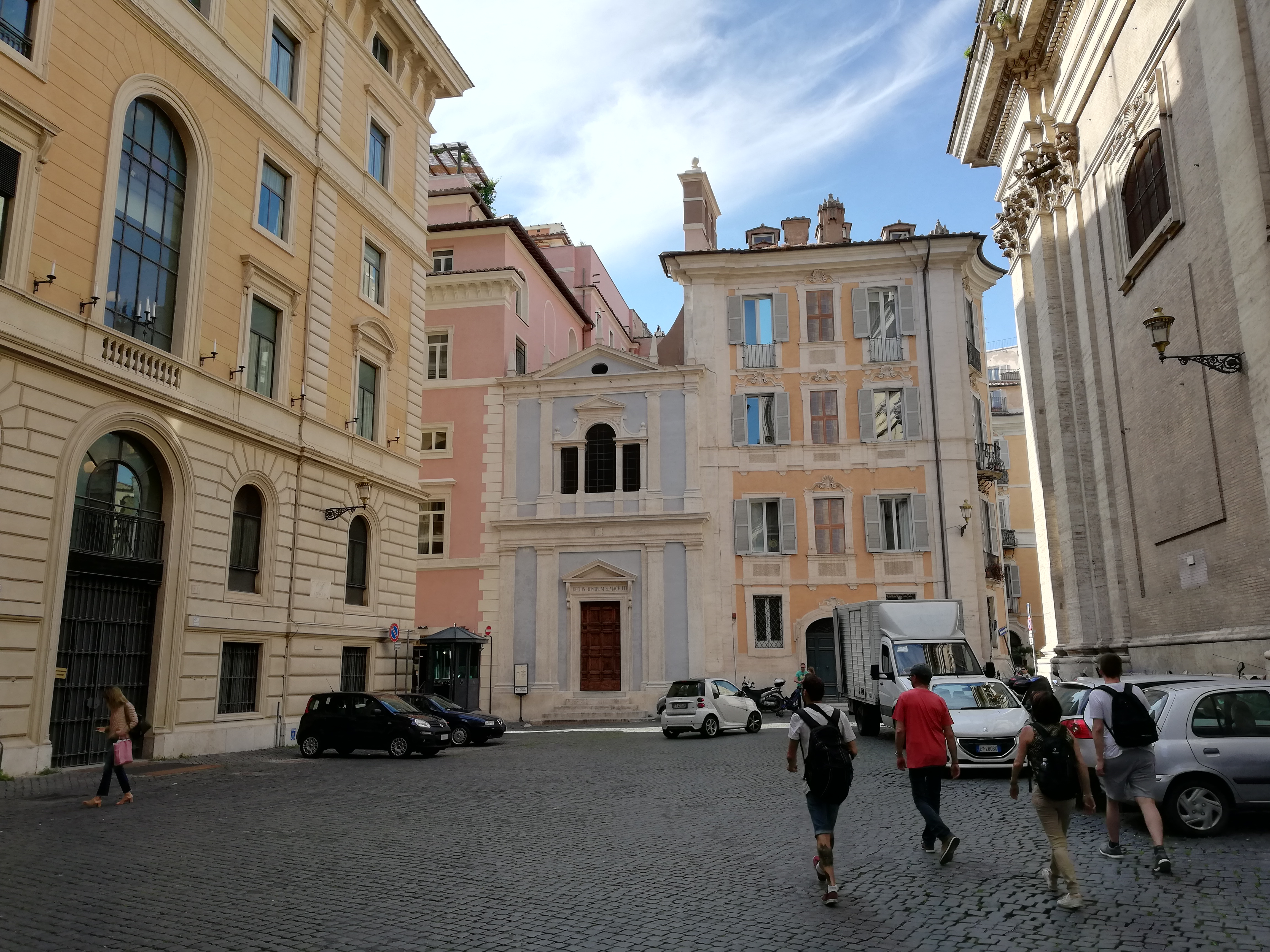
À esquerda, a fachada do palácio na Piazza San Macuto, a porção do palácio conhecida como "Cárcere da Inquisição". À frente, a igreja de San Macuto. À direita, a lateral da vizinha igreja de Sant'Ignazio.

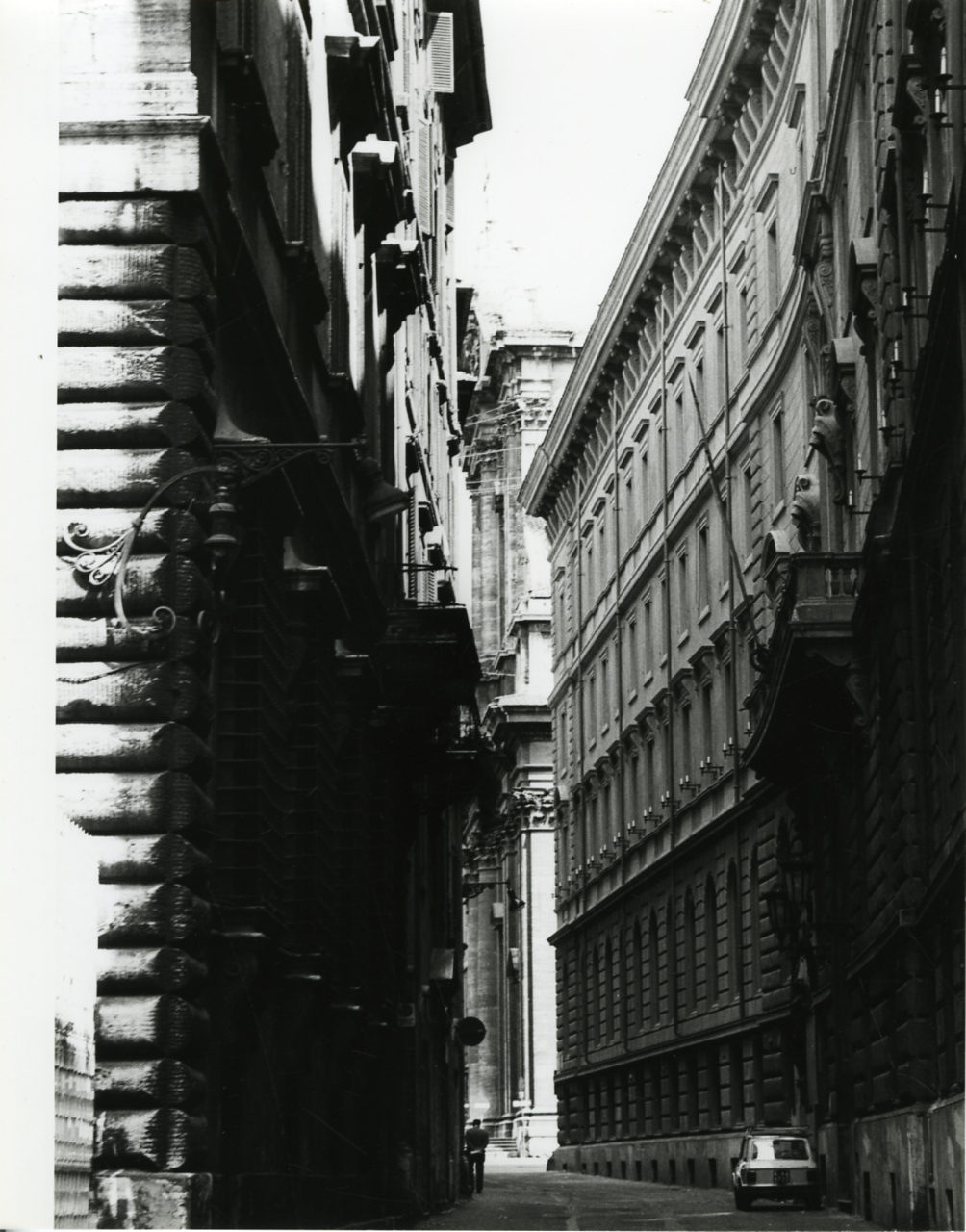
Palácioo San Macuto, foto Paolo Monti, 1979

O palácio foi construído em 1641 por Paolo Maruscelli, contratado pelo cardeal protetor da Ordem dos Pregadores, Antonio Barberini. Um século mais tarde, para lá se mudou a sede da Congregação do Santo Ofício, incluindo o escritório da Inquisição, instituída pelo papa Paulo III. Muito provavelmente, a fachada de frente para a Piazza San Macuto era a sede do famoso "Cárcere da Inquisição".
Na frente do palácio, na Via del Seminario, está um monumento dedicado aos mortos que trabalhavam no correios italianos na Primeira Guerra Mundial. Em 1930, uma pequena parte do claustro foi devolvida aos dominicanos.
A partir de 1974, o palácio tornou-se uma sede secundária da Câmara dos Deputados (na Via del Seminario) e abriga a Biblioteca della Camera dei deputati, cuja construção levou à reconstituição da unidade da chamada insula Sapientiae com a abertura da passagem de interligação com o antigo edifício que abriga a Biblioteca del Senato, e a Biblioteca Casanatense na Via di Sant'Ignazio. Atualmente o palácio é a sede de várias comissões parlamentares.